# Eclipse lunar de marzo de 2016
| Eclipse penumbral de luna 23 de marzo de 2016                              | Eclipse penumbral de luna 23 de marzo de 2016 |
| -------------------------------------------------------------------------- | --------------------------------------------- |
| Previo                                                                     | Eclipse \| Eclipse total \| Saros             |
| Posterior                                                                  | Eclipse \| Eclipse total \| Saros             |
| La Luna pasando de derecha a izquierda a través de la sombra de la Tierra. |                                               |
| Saros                                                                      | 142 (18 de 73)                                |
| Duración (h:min:s)                                                         |                                               |
| Penumbra                                                                   | 04:15:21                                      |
| Contactos                                                                  |                                               |
| P1                                                                         | 09:39:29 UTC                                  |
| Máximo                                                                     | 11:48:21 UTC                                  |
| P4                                                                         | 13:54:50 UTC                                  |

Un eclipse lunar penumbral ocurrió el 22 de marzo al 23 de marzo del 2016, el primero de los dos eclipses lunares penumbrales de 2016.

## Visualización

### Mapa
El siguiente mapa muestra las regiones desde las cuales es posible ver el eclipse. En gris, las zonas que no observarán el eclipse; en blanco, las que si lo verán; y en celeste, las regiones que podrán ver el eclipse durante la salida o puesta de la luna.

### Perspectiva de la Luna
| Esta simulación muestra la perspectiva desde la Luna al momento máximo del eclipse. El fenómeno fue visible en Centroamérica completamente sobre Australia, Norteamérica y Asia. |